# Baross tér
Baross tér est une vaste place située dans les 7e et 8e arrondissement de Budapest. Elle se situe dans le prolongement de Rákóczi út, sur le site de la gare de Budapest-Keleti. Elle tire son nom de Gábor Baross, ministre hongrois des transports de 1889 à 1892.
La station Keleti pályaudvar permet la jonction entre les lignes  24 et    du tramway et du métro de Budapest.